# Підлепенець Євген Геннадійович
Євген Геннадійович Пі́длепенець (нар. 10 листопада 1998, Токмак, Запорізька область, Україна) — український футболіст, вінгер футбольного клубу «Буковина».

## Життєпис
Народився в місті Токмак, Запорізька область. Вихованець молодіжної академії «Металурга». Окрім запорізького клубу, у ДЮФЛУ виступав за «Мункач». У сезоні 2015/16 років виступав в юнацькому чемпіонаті України за «Металург» та «Олександрію». 
Дорослу футбольну кар'єру розпочав влітку 2017 року в складі запорізького МФК «Металург», який спочатку виступав в аматорському чемпіонаті України та чемпіонаті Запорізької області. На професіональному рівні дебютував за запорожців 18 липня 2018 року в переможному (2:0) виїзному поєдинку першого попереднього раунду кубку України проти хмельницького «Поділля». Євген вийшов на поле в стартовому складі, а на 77-ій хвилині його замінив Ілля Корнєв. У Другій лізі України дебютував 22 липня 2018 року в програному (0:1) виїзному поєдинку 1-го туру групи Б проти одеського «Реал Фарма». Підлепенець вийшов на поле в стартовому складі, а на 84-ій хвилині його замінив Олександр Зейналов. Першим голом на професіональному рівні відзначився 30 вересня 2018 року на 9-ій хвилині переможного (2:0) виїзного поєдинку 11-го туру групи Б Другої ліги проти «Миколаєва-2». Євген вийшов на поле в стартовому складі, а на 87-ій хвилині його замінив Олексій Щебетун. Зіграв 20 матчів (3 голи) в Другій лізі України та 2 поєдинки у кубку України.
2 серпня 2019 року уклав договір з «Депортіво» (Ла-Корунья), але одразу ж був переведений до другої команди клубу. У новій команді дебютував 13 жовтня 2019 року в нічийному (1:1) домашньому поєдинку 8-го туру Терсери проти «Сомозаса». Євген вийшов на поле на 83-ій хвилині, замінивши Іньїго Рейносо. Єдиним голом за «Депортіво Фабріль» відзначився 12 січня 2020 року на 37-ій хвилині переможного (4:0) домашнього поєдинку 19-го туру проти «Понтелласа». Підлепенець вийшов на поле в стартовому складі, а на 71-ій хвилині його замінив Віктор Ейміл. Загалом у Терсері зіграв 7 матчів, в яких відзначився 1 голом.
На початку жовтня 2020 року вільним агентом залишив «Депортіво Фабріль» та повернвся до України, де знову став гравцем МФК «Металург». Дебютував за «козаків» після свого повернення 3 жовтня 2020 року в переможному (3:0) виїзному поєдинку 5-го туру групи Б Другої ліги України проти маріупольського «Яруда». Підлепенець вийшов на поле в стартовому складі, на 5-ій та 45-ій хвилині відзначився своїми першими голами за «Металург», а на 61-ій хвилині його замінив Олексій Моісеєнко. З жовтня по листопад 2020 року провів 6 матчів (3 голи) у Другій лізі України. 
Після відходу з «Металурга» отримав пропозиції від клубів з Іспанії та Греції, але 30 листопада 2020 року уклав договір з «Металом», який у червні 2021 року було перейменовано на «Металіст». У футболці харківського клубу дебютував 28 березня 2021 року в переможному (5:0) домашньому поєдинку 14-го туру групи Б Другої ліги України проти черкаського «Дніпра». Євген вийшов на поле в стартовому складі, на 45-ій хвилині відзначився голом, а на 72-ій хвилині його замінив Ігор Сікорський. Допоміг харків'янам виграти Другу лігу. У Першій лізі України дебютував 26 липня 2021 року в переможному (2:0) виїзному поєдинку 1-го туру проти «Альянсу» з Липової Долини. Підлепенець вийшов на поле в стартовому складі та відіграв увесь матч.
20 лютого 2023 року разом з В'ячеславом Танковським перейшов до «Дніпра-1» на умовах оренди з «Металіста».

## Досягнення
«Металіст»:
 Переможець другої ліги чемпіонату України: 2020/21
«Дніпро-1»:
 Срібний призер чемпіонату України: 2022/23
«Карпати»:
 Срібний призер першої ліги чемпіонату України: 2023/24